# Удельно-Рыкино
Удельно-Рыкино — упразднённая деревня в Вязниковском районе Владимирской области России.

## География
Урочище находится в северо-восточной части области, в зоне хвойно-широколиственных лесов, в пределах Волжско-Окского междуречья, к северу от автодороги М7, на расстоянии 10 километров (по прямой) к западо-северо-западу от города Вязники, административного центра района. Абсолютная высота — 111 метров над уровнем моря.

### Климат
Климат характеризуется как умеренно континентальный. Средняя температура воздуха самого холодного месяца (января) — −11,1 °C (абсолютный минимум — −48 °С), средняя максимальная температура воздуха (июля) — +23,3 °С (абсолютный максимум — +37 °С). Годовое количество атмосферных осадков составляет около 607 мм, из которых 413 мм выпадает в период с апреля по октябрь.

## История
В «Списке населенных мест Владимирской губернии по сведениям 1859 года» населённый пункт упомянут как удельная деревня Рыкино Вязниковского уезда, расположенная в 15 верстах от уездного города. В деревне насчитывалось 26 дворов и проживало 223 человека (105 мужчин и 118 женщин).
По состоянию на 1905 год, в Удельном Рыкине имелось 30 дворов и проживало 214 человек. В административном отношении деревня входила в состав Станковской волости.
По данным 1926 года в деревне имелось 36 крестьянских хозяйств и проживало 162 человека (71 мужчина и 91 женщина). Являлась частью Барско-Рыкинского сельсовета Сарыевской волости.
На момент упразднения входила в состав Станковского сельсовета Вязниковского района. Упразднена решением облисполкома № 329 от 2 апреля 1973 года как фактически не существующая.